# Four Corners (Oregón)
Four Corners es un lugar designado por el censo ubicado en el condado de Marion en el estado estadounidense de Oregón. En el año 2000 tenía una población de 13,922 habitantes y una densidad poblacional de 1,949.2 personas por km².

## Geografía
Four Corners se encuentra ubicado en las coordenadas 45°55′44″N 122°58′21″O / 45.92889, -122.97250.

## Demografía
Según la Oficina del Censo en 2000 los ingresos medios por hogar en la localidad eran de $36,335 y los ingresos medios por familia eran $39,746. Los hombres tenían unos ingresos medios de $30,550 frente a los $25,393 para las mujeres. La renta per cápita para la localidad era de $15,672. Alrededor del 15.9% de la población estaban por debajo del umbral de pobreza.